# Gennady Dobrov
Guennady Mikhaïlovitch Dobrov (en ukrainien : Геннадий Михайлович Добров), né le 9 septembre 1929 à Bakhmout et mort le 4 janvier 1989 à Kiev, est l'une des figures clés dans l'établissement d'une étude pluridisciplinaire des sciences en Ukraine et dans l'Union soviétique. Cette discipline, appelée scientométrie ou "La science de la science", tel que Dobrov la décrit dans le titre son ouvrage le plus connu, tente de comprendre le potentiel "scientifique et technique". Il est fondateur de l'école ukrainienne d'études scientifiques et un centre de recherche en scientométrie et histoire des sciences porte son nom.

## Biographie
Du point de vue scientifique, Dobrov est devenu l'un des initiateurs de l'application des méthodes mathématiques et informatiques de traitement de l'information à l'analyse du développement de la science et de la technologie. Il est l'auteur d'environ 600 publications, dont 10 monographies. « L'histoire des centrales minières soviétiques » (1958), préparée sur la base de sa thèse de doctorat (1953). À cette recherche est associée une importante monographie en deux volumes L'histoire du développement technique de l'industrie charbonnière du Donbass (1969), dont l'un des auteurs et dirigeants était Dobrov.
En 1964, Dobrov devient chef du département d'histoire de la technologie à l'Institut d'histoire de l'Académie des sciences de la RSS d'Ukraine.
Dobrov sera directeur adjoint de l'Institut de mathématiques, l'Institut de cybernétique et du Conseil pour l'étude des forces productives d'Ukraine et l'Institut des matériaux super-durs et directeur du Centre de recherche sur le potentiel scientifique et technique et l'histoire des sciences, qu'il a fondé. Il a aussi été chercheur principal à l'Institut international pour l'analyse des systèmes appliqués en Autriche.
Il était membre correspondant de l'Académie des sciences de la RSS d'Ukraine et de l'Académie internationale d'histoire des sciences, ainsi que de l'Académie internationale des sciences humaines et naturelles.
En 1969, il fonde et devient directeur de la collection interministérielle Science et informatique (russe : Наука и науковедение), qui deviendra la revue internationale Science and Science Studies en 1993. Dobrov a également été membre des comités de rédaction d'un certain nombre de revues scientifiques et rédacteur en chef de la collection Materials on Science Studies  et rédacteur en chef de la revue internationale Scientometrics de Budapest.
Dobrov s'ést aussi engagé pour développer la coopération scientifique internationale au sein de l'UNESCO en tant que directeur scientifique du groupe de travail ukrainien, puis aussi au sein du CAEM. En 1971 il reçut l'Ordre allemand du Drapeau du Travail de premier ordre pour sa contribution au développement de l'économie nationale de la RDA.

## Liens
- Site officiel
- Notices d'autorité :   - VIAF
  - ISNI
  - IdRef
  - LCCN
  - GND
  - Pays-Bas
  - Pologne
  - Israël
  - NUKAT
  - Tchéquie
  - Lettonie
  - WorldCat
- http://stepscenter.at.ua Site Web du Centre de recherche sur le potentiel scientifique et technique et l'histoire des sciences du nom. G. M. Dobrov NAS d'Ukraine
- À propos du Centre de recherche sur le potentiel scientifique et technique et l'histoire des sciences. G. M. Dobrov NAS d'Ukraine . // Bibliothèque nationale d'Ukraine nommée d'après V. I. Vernadski, Kiev
- Bibliothèque des sciences et technologies. Dobrov Gennady Mikhaïlovitch.
- Dobrov Gennady Mikhaïlovitch . Informations sur Dzherelo : Malitsky B. A., Khramov Yu. À PROPOS DE. (voir ci-dessous) // Bibliothèque nationale d'Ukraine du nom de V. I. Vernadski, Kiev
- B. A. Malitski , YU. O. Khramov . G. M. Dobrov - enseignant et enseignant (jusqu'à 80 ans) // Science et science, 2009, n° 1. p. 3-8.
- YU. O. Klochko . C'est la merveille de la vie // Science et sciences, 2009, n°1. — P.46-52.
- Dobrov Gennady Mikhaïlovitch (1929-1989). - Collection. Une autre version, retravaillée et mise à jour. Kiev : Phénix, 2004. — 128 p.